# Proformica pilosiscapa
Proformica pilosiscapa är en myrart som beskrevs av Gennady M. Dlussky 1969. Proformica pilosiscapa ingår i släktet Proformica och familjen myror. Inga underarter finns listade i Catalogue of Life.